# Nadagarodes regula
Nadagarodes regula är en fjärilsart som beskrevs av Louis Beethoven Prout 1927. Nadagarodes regula ingår i släktet Nadagarodes och familjen mätare. Inga underarter finns listade i Catalogue of Life.